# 예디오트 아하로노트
예디오트 아하로노트(히브리어: ידיעות אחרונות→최근 뉴스)는 이스라엘의 히브리어 신문이다. 1970년대 이후 이스라엘 최대의 발행 부수를 자랑하고 있다.